# Скарф, Герберт
Герберт Илай Скарф (англ. Herbert Eli Scarf; 25 июля 1930, Филадельфия, Пенсильвания — 15 ноября 2015, Саг-Харбор, Нью-Йорк) — американский экономист. Доктор философии (1954), стерлингский профессор (эмерит) Йеля, где трудился с 1963 года, член Американского философского общества (1993), президент Эконометрического общества в 1983 году.

## Биография
Родился в семье украинских и российских еврейских переселенцев Луи Харриса Шарфа и Лены Елькман. У Герберта был брат-близнец Фредерик Леонард Шарф (1930—1988), который в будущем стал учёным в сфере освоения космоса . Вместе с братом они закончили государственную начальную школу в Филадельфии и поступили в Университет Темпл в 1948 году.
В 1951 году Герберт получил степень бакалавра (B.A.) Университета Темпл, в 1952 году — магистр искусств в Принстонском университете, а в 1954 году был удостоен докторской степени (Ph.D.) в Принстонском университете.
Скончался в своём доме 15 ноября 2015 года в Саг-Харборе, штат Нью-Йорк, США.

## Трудовая деятельность
Свою трудовую деятельность начал в корпорации RAND в 1954 −1956 годах.
В 1956—1957 годах был приглашенным преподавателем на факультете статистики. Ассистентом профессора на факультете статистики был в 1957—1959 годах, ассоциированным профессором в 1960—1963 годах в Стэнфордском университете.
В 1963—1970 годах был профессором экономики. В 1970—1979 годах профессор экономики кафедры Стэнли Хол.
С 1979 года — стерлингский профессор в Йельском университете.
Директор Фонда Коулса в 1967—1971 годах и в 1981—1984 годах.
В 2010 году вышел на пенсию, став эмерит-профессором экономики Йельского университета.
С 1963 года был членом Эконометрического общества и его президентом в 1983 году. Членом Американской академии искусств и наук с 1971 года. Членом Национальной академии наук США с 1976 году. Почётным доктором (D.H.L.) Чикагского университета с 1978 года. Выдающиеся членом Американской экономической ассоциации с 1991 года.
Приглашённый профессор Стэнфордского университета в 1977—1978 годах.

## Семья
Герберт женился на Маргарет Клейн 28 июня 1953 года, у них появились три дочери: Марта Самуэльсон, которая вышла замуж за Пола — сына Пола Самуэльсона, Элизабет С. Стоун, Сьюзен Скарф Меррелл.

## Признание
В 1973 году Скарф получил премию Фредерика У. Ланчестера за вклад в вычисление экономических равновесий в сотрудничестве с Терье Хансеном, который впервые применил численные алгоритмы для решения систем общего равновесия с использованием прикладных моделей общего равновесия. Он был членом Американской академии искусств и наук, Национальной академии наук и Американского философского общества, а в 2002 году был избран в число стипендиатов Института исследований операций и наук об управлении.

## Награды
- 1947 — первое место в математическом турнире штата Пенсильвании среди старшеклассников от Университета Темпл;
- 1950 — рейтинговое место среди первой десятки призеров в математической олимпиаде Уильяма Патнема в Принстонском университете;
- 1951 — стипендия от Принстонского университета;
- 1973 — приз Фредерика Ланчестера[англ.] от Института исследования операций и менеджмента[англ.];
- 1983 — теоретическая премия фон Неймана от Института исследования операций и менеджмента[англ.].